# Kaninchenkauz

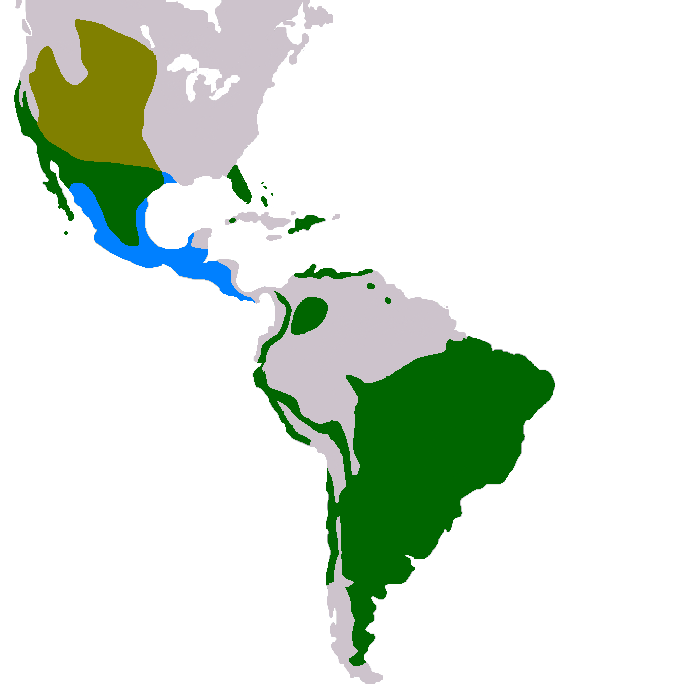
Verbreitungskarte des Kaninchenkauzes. Blau: Überwinterungsgebiete; Ocker: Nur Sommer; Grün: Ganzjährig

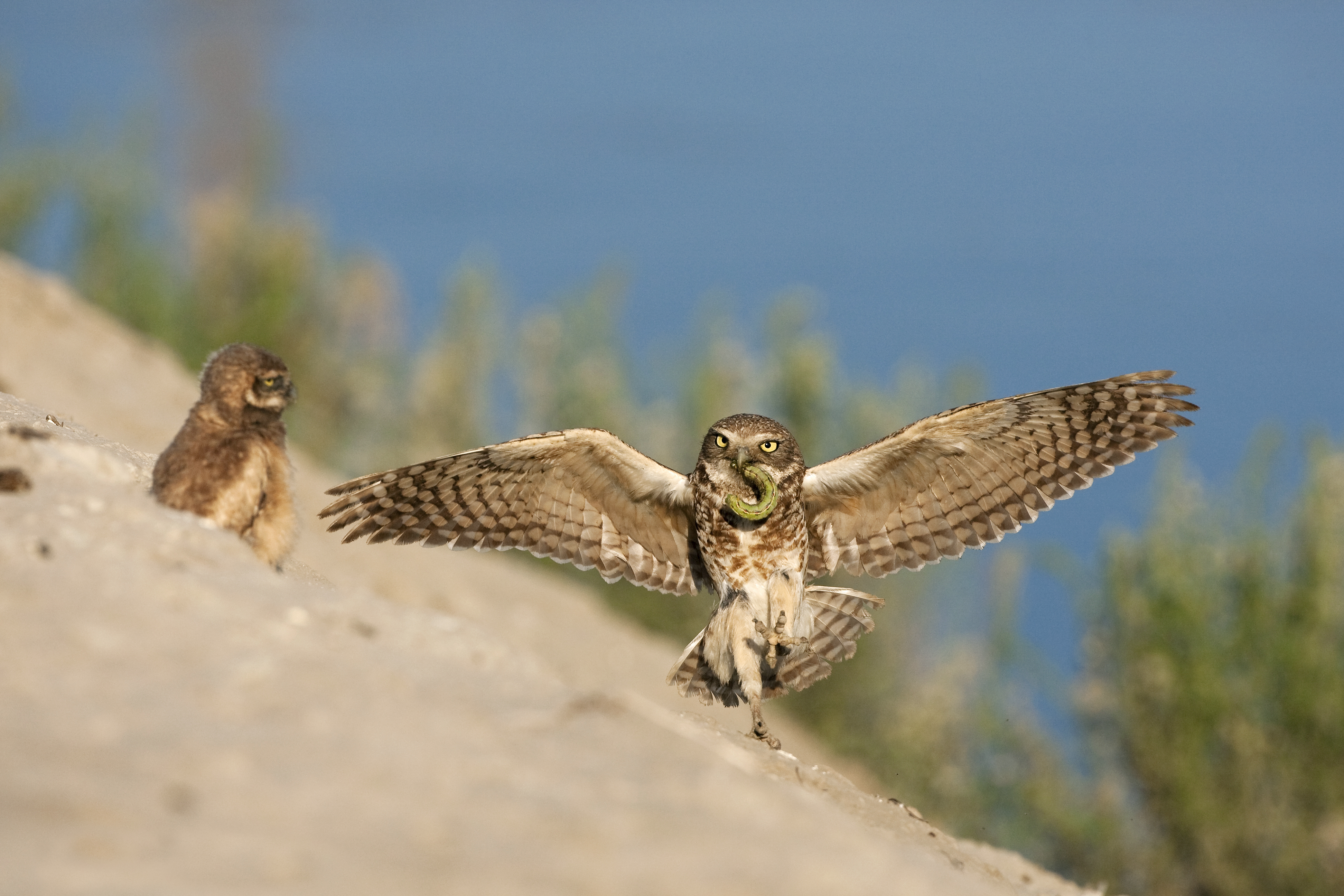
Kaninchenkauz bringt Futter für den Jungvogel

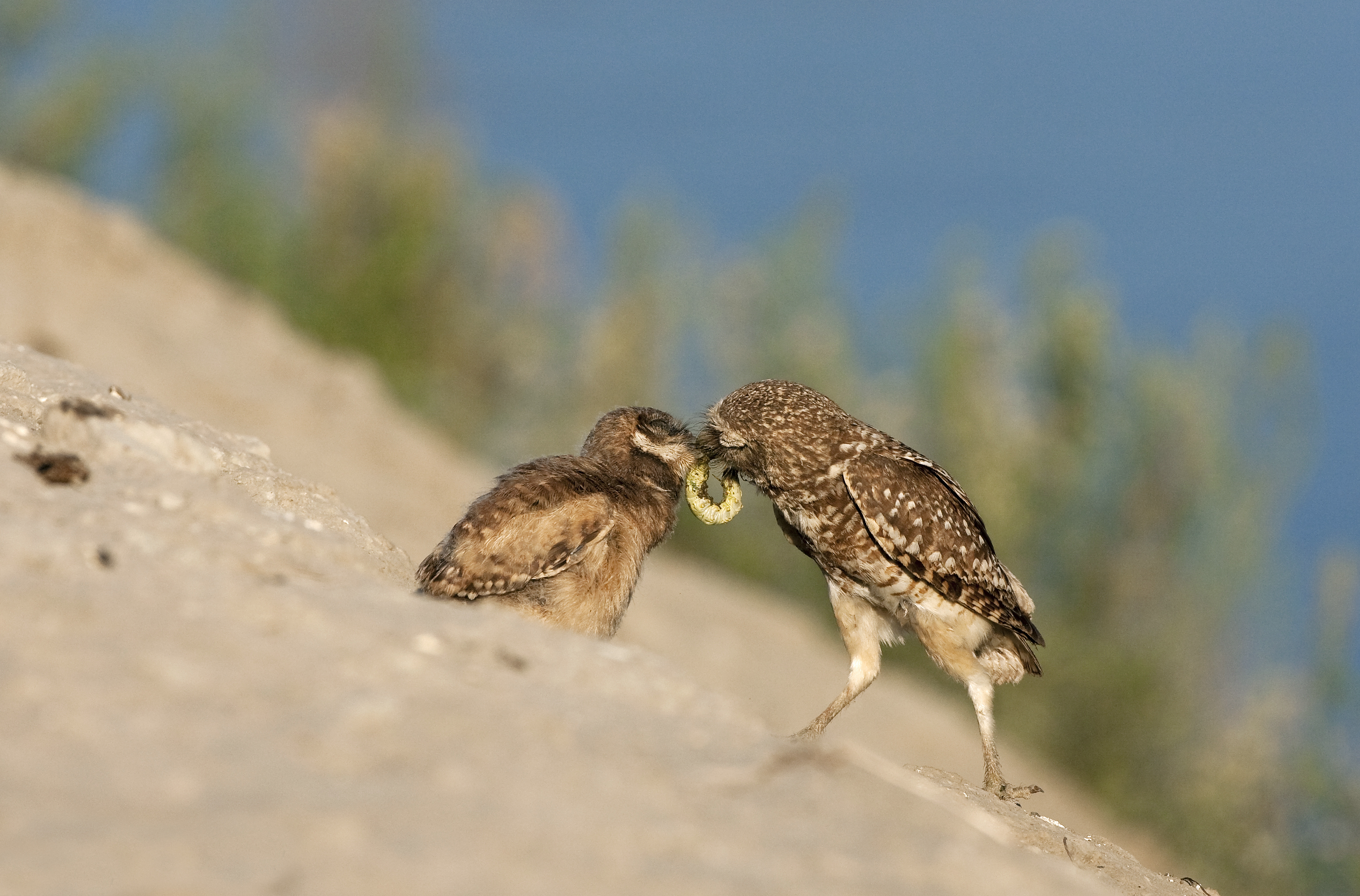
Futterübergabe

Der Kaninchenkauz (Athene cunicularia), auch Kaninchen-Eule, Präriekauz, Prärieeule oder Höhleneule genannt, ist eine Eule aus der Gattung der Steinkäuze (Athene), die sich durch sehr lange Beine auszeichnet. Er lebt als Bodenbewohner in den Grassteppen des westlichen Nord- und Südamerikas bis zum Kap Hoorn, außerdem kommt er in isolierten Populationen in Florida und auf einigen Karibischen Inseln vor.

## Merkmale
Der Kauz erreicht eine Körpergröße von 19 bis 26 Zentimetern und ein Gewicht von ca. 140 bis 200 g, wobei die größten Exemplare in den Anden vorkommen. Er kommt innerhalb seines Verbreitungsgebietes in einer starken Farbvarianz vor. So sind die Tiere im Süden Südamerikas, in Florida und auf Haiti dunkel- bis schokoladenbraun und kräftig weiß gefleckt und gebändert. In den Halbwüsten, etwa im brasilianischen Inland, sind die Tiere sandgelb und in Waldgebieten häufig blassbraun mit orangefarbigen Flecken.

## Lebensweise
Der Kaninchenkauz lebt als Bodenbewohner vor allem in Halbwüsten und Steppengebieten. Er lebt in Bodenhöhlen, die entweder von Säugetieren stammen oder selbst gegraben werden. Die Wohnhöhle reicht dabei bis einen Meter unter die Erde und kann einen bis zu drei Meter langen, gewundenen Gang darstellen. Dabei bildet die Art lockere Kolonien von maximal 12 Brutpaaren. Die zwei bis elf Eier werden in die Brutkammer gelegt, die vorher grob ausgepolstert wurde. Die Brutzeit dauert etwa vier Wochen, in denen beide Partner abwechselnd brüten.
Der Kaninchenkauz ist hauptsächlich dämmerungsaktiv, jagt jedoch auch tagsüber und in der Nacht. Als Nahrung dienen den Tieren große Käfer und andere Insekten sowie Kleinsäuger, manchmal auch Frösche und kleinere Vögel. Es wurde beobachtet, dass die Eule eine besondere Strategie zur Jagd von Mistkäfern entwickelt hat. Die Eulen ködern die Käfer, indem sie Mist von Säugetieren sammeln und diesen gezielt vor ihren Nestern auslegen. Die Forscher konnten auch belegen, dass diese Strategie nicht angewendet wird, um die Wohnhöhlen vor Nesträubern zu schützen, wie es ursprünglich vermutet wurde.
Wird der Kauz aufgeschreckt, lässt er einen Warnruf hören, wobei auch ein Zischen und Rasseln ähnlich dem Drohgeräusch einer Klapperschlange zu hören ist.
In der Nähe der Bodenhöhlen, im Brutkammergang und sogar um das tief im Bau befindliche Nest verteilt der Kaninchenkauz Kotreste anderer Tiere. Während der anstrengenden Brutzeit werden dadurch viele Insekten bis ans Nest gelockt, womit der Kauz brütend seinen Bedarf an Proteinen deckt.

## Systematik
Die Erstbeschreibung des Kaninchenkauzes stammte von Juan Ignacio Molina im Jahr 1782. Aufgrund der Unterschiede in der Lebensweise und in der Anatomie wurde er bis vor einigen Jahren als einzige Art der Gattung Speotyto betrachtet.

## Unterarten
Es sind achtzehn Unterarten beschrieben worden, die sich vor allem in ihrer Färbung unterscheiden:
- Athene cunicularia cunicularia (Molina, 1782)[3] ist vom Süden Boliviens über Paraguay und den Süden Brasiliens bis Feuerland verbreitet.
- Athene cunicularia hypugaea (Bonaparte, 1825)[4] kommt im Südwesten Kanadas bis in den Westen Mexikos vor.
- Athene cunicularia rostrata (Townsend,CH, 1890)[5] kommt auf Clarión vor.
- Athene cunicularia floridana (Ridgway, 1874)[6] ist im zentralen und südlichen Florida und auf den Bahamas verbreitet.
- Athene cunicularia guantanamensis (Garrido, 2001)[7] kommt auf Kuba vor.
- Athene cunicularia troglodytes (Wetmore & Swales, 1931)[8] ist auf Hispaniola, Île de la Gonâve und der Isla Beata verbreitet.
- Athene cunicularia amaura (Lawrence, 1878)[9] ist auf Antigua und auf Nevis in  den Kleinen Antillen verbreitet.
- Athene cunicularia guadeloupensis (Ridgway, 1874)[10] kommt auf Guadeloupe vor.
- Athene cunicularia brachyptera (Richmond, 1896)[11]  kommt im westlichen zentralen und nördlichen zentralen Venezuela und auf Isla Margarita vor.
- Athene cunicularia minor (Cory, 1918)[12] ist im zentralen und südöstlichen Venezuela, dem Süden Guyanas und dem Norden Brasiliens verbreitet.
- Athene cunicularia carrikeri (Stone, 1922)[13] kommt im Osten Kolumbiens vor.
- Athene cunicularia tolimae (Stone, 1899)[14]  kommt im Westen Kolumbiens vor.
- Athene cunicularia pichinchae (Boetticher, 1929)[15]  kommt im Westen Ecuadors vor.
- Athene cunicularia nanodes (Berlepsch & Stolzmann, 1892)[16] ist vom Südwesten Ecuadors über den Südwesten Perus bis in den Norden Chiles verbreitet.
- Athene cunicularia juninensis (Berlepsch & Stolzmann, 1902)[17] kommt vom südlichen zentralen Peru über den Westen Boliviens und den Nordwesten Argentiniens vor.
- Athene cunicularia boliviana (Kelso,L, 1939)[18] kommt in Bolivien vor.
- Athene cunicularia grallaria (Temminck, 1822)[19] kommt im Osten und Zentralen Brasilien vor.
- Athene cunicularia partridgei Olrog, 1976[20] kommt in der Provinz Corrientes vor.

Die fossile Unterart Athene cunicularia providentiae (Brodkorb, 1959) wurde von den Bahamas bzw. den Westindischen Inseln beschrieben. Ob sie ein Vorfahre der heute lebenden Unterart A. c. floridana ist oder eine systematisch weiter entfernte Abstammungslinie ohne rezente Nachfahren repräsentiert, ist umstritten.

## Etymologie und Forschungsgeschichte
Die Erstbeschreibung des Kaninchenkauzes erfolgte 1782 durch Juan Ignacio Molina unter dem Namen Strix Cunicularia. Als Verbreitungsgebiet nannte er Chile. 1822 führte Friedrich Boie die für die Wissenschaft neue Gattung Athene ein. Dieser Name leitet sich von der griechischen Göttin Athene ab, deren Lieblingsvogel die Eule war. Der Artname leitet sich von lateinisch cunicularius,  cuniculus ‚Gräber, Bergmann, Mine, Höhle‘ ab. »Floridana« bezieht sich auf Florida, »guantanamensis« auf die Provinz Guantánamo , »tolimae« auf Tolima, »pichinchae« auf den Pichincha, »boliviana« auf Bolivien, »juninensis« der Region Junín, »guadeloupensis« auf Guadeloupe und »providentiae« auf New Providence. »Carrikeri« ist Melbourne Armstrong Carriker gewidmet, »partridgei« dem Argentinischen Ornithologen William Henry Partridge (1924–1966). »Hypugaea« ist ein Wortgebilde aus ἁρπαζω hypo für darunter und γαια gaia für Boden, Erde, »troglodytes« aus τρωγλη, τρωγω trōglē, trōgō für Höhle, nagen und -δυτης,  δυω -dytēs, dyō für -tauchend, stürzen. »Rostrata« leitet sich von lateinisch rostratus,  rostrum ‚schnäbelig, Schnabel‘, »minor« von lateinisch minor ‚klein‘, »nanodes« von νανωδης, νανος nanōdēs, nanos für zwergenhaft, Zwerg und »grallaria« von lateinisch grallarius, grallae, gradula, gradus ‚Stelzenläufer, Stelze, klener Schritt, Schritt‘ ab. Alfred Laubmann zählte die gesammelten Bälge aus Paraguay in seinem Werk Die Vögel von Paraguay zur Unterart A. c. grallaria. Er bezieht sich hier auch auf die Expertise von Leon Hugh Kelso und dessen Frau Estelle Henderson Kelso geb. Henderson (1911–1987).

## Bestand
Der Bestand des Kaninchenkauzes wird von der IUCN derzeit als nicht gefährdet (least concern) eingeordnet. In einigen Regionen seines Verbreitungsgebiets gibt es jedoch starke Bestandsrückgänge. So nahm in den USA zwischen 1966 und 2000 der Brutbestand um jährlich durchschnittlich 1,2 Prozent ab. Als eine der Ursachen dieser Bestandsentwicklung gilt der Rückgang der Präriehundpopulation. Besonders in den Great Plains nutzen Kaninchenkäuze sehr häufig aufgegebene Bodenhöhlen von Präriehunden am Rand von Präriehundkolonien und waren hier einem etwas verringerten Druck von Prädatoren ausgesetzt.